# Steinbachalm
Die Steinbachalm (auch: Hintere Steinbach-Alm) ist eine aufgelassene Alm zwischen Sonntagshorn und Ristfeuchthorn auf dem Gebiet der Gemeinde Schneizlreuth.

## Bauten
Die ehemaligen Almhütten Zenaukaser, Motzkaser und Daxkaser sind nicht mehr vorhanden. Heute befindet sich auf der Alm nur noch eine Diensthütte, die 1954 errichtet wurde.

## Heutige Nutzung
Die Steinbachalm ist nicht mehr bestoßen, die Almlichte inzwischen fast völlig zugewachsen.

## Lage
Die Steinbachalm befindet sich östlich unterhalb des Bogenhorns. Weiter östlich befindet sich die Sellarnalm.